# Gmina Łambinowice
Die Gmina Łambinowice ist eine Landgemeinde im Powiat Nyski, in der Woiwodschaft Opole im südwestlichen Teil Polens. Gemeindesitz ist das Dorf Łambinowice (deutsch Lamsdorf).

## Geographie
Das Gemeindegebiet erstreckt sich nordöstlich der Kreisstadt Nysa (Neisse).

## Politik

### Gemeindevorsteher
An der Spitze der Gemeindeverwaltung steht der Gemeindevorsteher. Seit 2018 ist dies Tomasz Karpiński vom Wahlkomitee „Gemeinsame Lösungen“
Die turnusmäßige Wahl im April 2024 führte zu folgendem Ergebnis:
- Tomasz Karpiński (Wahlkomitee „Gemeinsame Lösungen“) 70,0 % der Stimmen
- Tomasz Taratuta (Wahlkomitee „Freie Gemeinde“) 22,0 % der Stimmen
- Marek Ciesielski (Wahlkomitee „Neue Perspektive“) 8,0 % der Stimmen

Damit wurde Amtsinhaber Karpiński bereits im ersten Wahlgang für eine weitere Amtszeit wiedergewählt.
Bei der turnusmäßigen Wahl im Oktober 2018 wurde Tomasz Karpiński ohne Gegenkandidaten mit 87,9 % der Stimmen gewählt.

### Gemeinderat
Der Gemeinderat besteht aus 15 Mitgliedern und wird von der Bevölkerung in Einpersonenwahlkreisen gewählt. Die Gemeinderatswahl 2018 führte zu folgendem Ergebnis:
- Wahlkomitee „Gemeinsame Lösungen“ 54,7 % der Stimmen, 13 Sitze
- Wahlkomitee „Neue Perspektive“ 17,8 % der Stimmen, 1 Sitz
- Wahlkomitee „Gemeinsame Lösungen“ 16,2 % der Stimmen, kein Sitz
- Wahlkomitee „Positiv – Klub für soziale Initiativen“ 11,3 % der Stimmen, 1 Sitz

Die Gemeinderatswahl 2018 führte zu folgendem Ergebnis:
- Wahlkomitee „Gemeinsame Lösungen“ 42,7 % der Stimmen, 13 Sitze
- Wahlkomitee „Unsere Selbstverwaltung“ 12,3 % der Stimmen, 1 Sitz
- Prawo i Sprawiedliwość (PiS) 9,2 % der Stimmen, kein Sitz
- Wahlkomitee Justina Sikacka 8,8 % der Stimmen, kein Sitz
- Wahlkomitee Kamila Krzywicka 6,6 % der Stimmen, 1 Sitz
- Wahlkomitee für eine bessere Zukunft 5,8 % der Stimmen, kein Sitz
- Wahlkomitee „Forum Selbstverwaltung 2002“ 5,7 % der Stimmen, kein Sitz
- Wahlkomitee Paweł Sobula 4,6 % der Stimmen, kein Sitz
- Koalicja Obywatelska (KO) 4,4 % der Stimmen, kein Sitz

## Gemeindegliederung
Die Landgemeinde Łambinowice umfasst zwölf Schulzenämter (sołectwo) (deutsche Namen amtlich bis 1945):
| - Bielice (Bielitz, 1939–1945 Bielitzfelde) - Budzieszowice (Bauschwitz) - Drogoszów (Neusorge) - Jasienica Dolna (Niederhermsdorf) - Lasocice (Lassoth, 1936–1945 Grünfließ O. S.) - Łambinowice (Lamsdorf) - Malerzowice Wielkie (Groß Mahlendorf) - Mańkowice (Mannsdorf) - Okopy (Kaltecke) - Piątkowice (Rothhaus) - Sowin (Sabine, 1936–1945 Annahof) - Szadurczyce (Schaderwitz, 1936–1945 Schadeberg) - Wierzbie (Wackenau) |

## Lager Lamsdorf
Seit 1864 war in der Nähe des Dorfes Lamsdorf ein preußischer Truppenübungsplatz eingerichtet worden. In den Kriegen 1870/71 und 1914 bis 1918 gab es dort jeweils Kriegsgefangenenlager, von denen bis heute die Gräber auf dem Friedhof Zeugnis ablegen.
Historische Bedeutung erlangte das Dorf durch das Kriegsgefangenenlager Stalag VIII B (344) Lamsdorf, das von 1939 bis 1945 als eines der größten deutschen Kriegsgefangenenlager betrieben wurde und vom 18. Juni 1945 bis Herbst 1946 als Internierungs-/Arbeitslager im Rahmen der Vertreibung der Deutschen aus Oberschlesien diente. Ein erheblicher Teil der Lagerinsassen kam dabei um. Das Lager befand sich auf dem Gelände des Truppenübungsplatzes Lamsdorf.